# Životopisný film

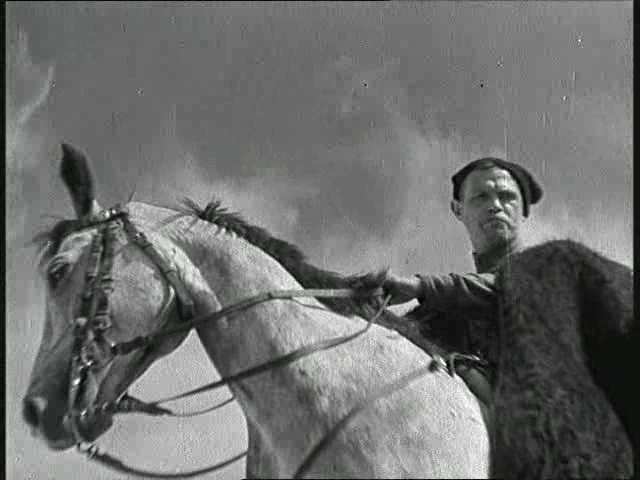
Čapajev na koni (snímek z filmu "Čapajev").

Životopisný film je jeden z filmových žánrů. Obsahem životopisného filmu je téma pojednávající o většinou skutečné postavě či postavách a jejími osudy. Na rozdíl od realistického filmu hrají v životopisném filmu skuteční herci. Příkladem životopisného filmu může být Železná lady (2011), Hledání Janáčka (2003) či Zrůda (2003).